# Nguyễn Thị Định
Nguyễn Thị Định (Lương Hòa, 15 marzo 1920 – Provincia di Ben Tre, 8 agosto 1992) è stata una generale e politica vietnamita, fu la prima donna generale dell'Esercito popolare vietnamita durante la Guerra del Vietnam.

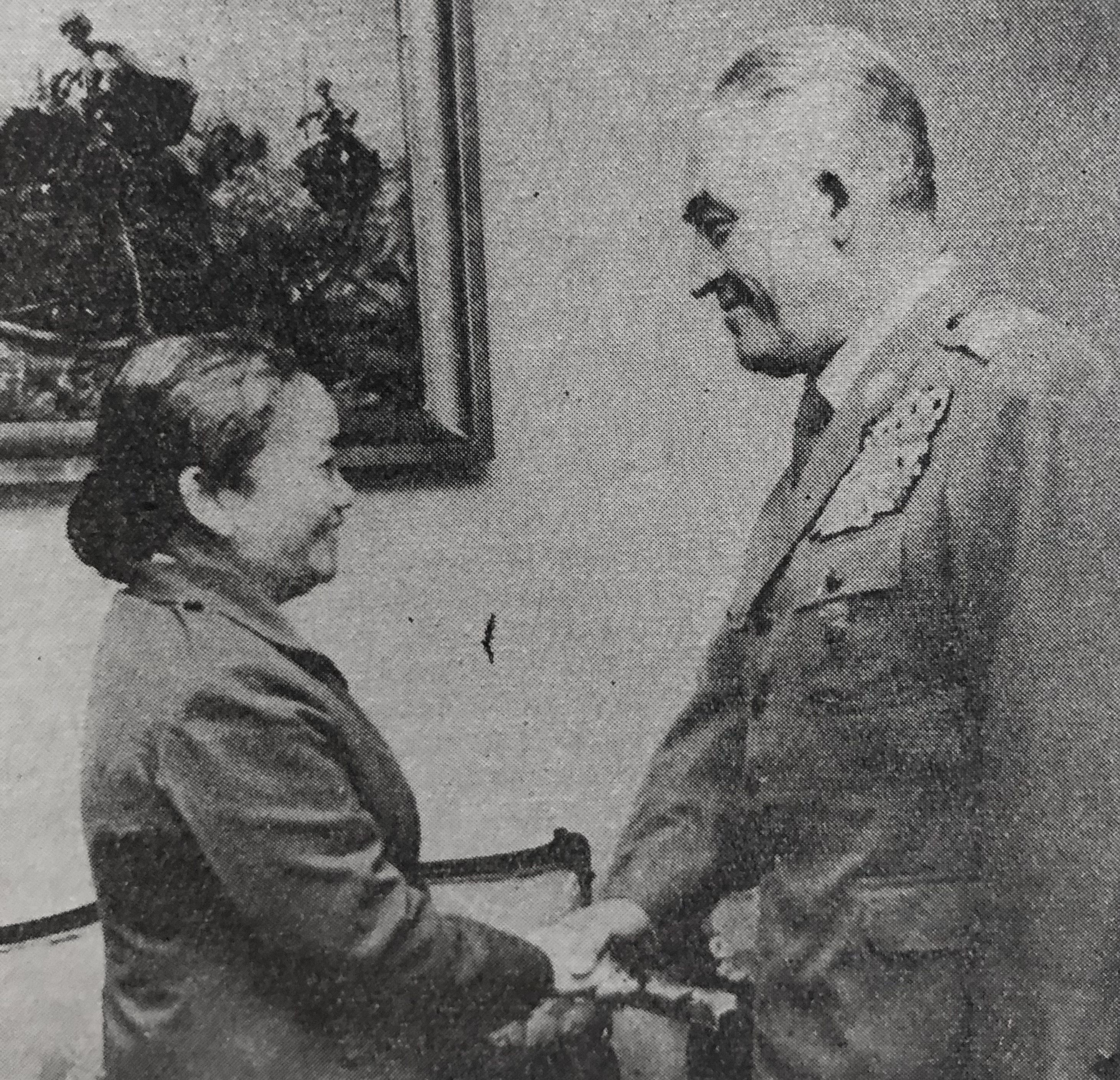
Nguyễn Thị Định & Józef Urbanowicz - 1976

Durante la Guerra del Vietnam fu vice-comandante del Fronte di Liberazione Nazionale del Vietnam del Sud, e fu descritta come la "più importante donna rivoluzionaria sudvietnamita durante la guerra". Inoltre fu comandante della forza totalmente composta da donne conosciuta come "Esercito dei lunghi capelli", che svolse compiti di spionaggio ai danni dell'Esercito del Vietnam del Sud e contro l'Esercito statunitense. dal 1987 al 1992 fu anche vicepresidente del consiglio di stato della Repubblica Socialista del Vietnam.